# 小罗伯特·贝弗利
小罗伯特·贝弗利（英語：Robert Beverley Jr.，1667年—1722年4月21日）是一位早期弗吉尼亚殖民地的历史学家，生于弗吉尼亚詹姆斯敦，在國王與王后縣逝世，主要作品有《弗吉尼亚州的历史和现状》（History and Present State of Virginia）等。